# Milan-San Remo féminin 2025
Cet article concerne la compétition féminine. Pour la compétition masculine, voir Milan-San Remo 2025.
La 1re édition de Milan-San Remo féminin (en italien :  Milano-Sanremo Donne ou Sanremo Women) a lieu le samedi 22 mars 2025 entre Gênes et Sanremo. C'est la septième manche de l'UCI World Tour féminin.

## Équipes
| UCI Women's WorldTeams (15)- FDJ-Suez - Team SD Worx-Protime - Liv AlUla Jayco - Lidl-Trek - Canyon//SRAM zondacrypto - Movistar Team - Human Powered Health - Uno-X Mobility - Team Visma \| Lease a Bike - AG Insurance-Soudal Team - Ceratizit Pro Cycling Team - Roland - UAE Team ADQ - Team Picnic PostNL - Fenix-Deceuninck UCI Women's ProTeams (4)- Cofidis Women Team - EF Education-Oatly - Laboral Kutxa-Fundación Euskadi - VolkerWessels Women's Pro Cycling Team Équipes féminines continentales (5)- Aromitalia 3T Vaiano - Isolmant-Premac-Vittoria - Top Girls Fassa Bortolo - Team Mendelspeck E-Work - Bepink-Imatra-Bongioanni |
| |

## Parcours
Le parcours relie Gênes à la Via Roma de Sanremo sur une distance de 156 kilomètres longeant les côtes de la Mer de Ligurie et s'orientant globalement vers le sud-ouest. Quelques kilomètres après le départ, dans le quartier génois de Voltri, les coureuses suivent le même parcours que les hommes. Après les montées des trois capi (Mele, Cervo et Berta), les ascensions de la Cipressa et du Poggio di San Remo sont présentes en fin de course.

## Favorites
La Belge double championne du monde Lotte Kopecky, l'Italienne Elisa Longo Borghini et la Néerlandaise Demi Vollering sont les principales favorites,.

## Récit de la course
Un groupe d'une quinzaine de coureuses passe en tête au sommet du Poggio. La descente se déroule sans grande prise de risque. La championne d’Italie Elisa Longo Borghini attaque en solitaire à deux kilomètres de l’arrivée.  Grâce à un gros travail de la championne du monde Lotte Kopecky, Longo Borghini est rejointe dans le dernier hectomètre. Lorena Wiebes, équipière de Kopecky, est la plus rapide et s'impose sur la Via Roma.

## Classement final
| \| Classement général \| Classement général \| Classement général \| Classement général \| Classement général \| \| Coureuse \| Coureuse \| Pays \| Équipe \| Temps \| \| ------------------ \| ---------------------------- \| ------------------ \| -------------------------- \| ------------------ \| \| 1re \| Lorena Wiebes \| Pays-Bas \| SD Worx-Protime \| 3 h 43 min 32 s \| \| 2e \| Marianne Vos \| Pays-Bas \| Team Visma \\| Lease a Bike \| + 0 s \| \| 3e \| Noemi Rüegg \| Suisse \| EF Education-Oatly \| + 0 s \| \| 4e \| Demi Vollering \| Pays-Bas \| FDJ-Suez \| + 0 s \| \| 5e \| Kimberley Le Court de Billot \| Maurice \| AG Insurance-Soudal Team \| + 0 s \| \| 6e \| Chloé Dygert \| États-Unis \| Canyon//SRAM zondacrypto \| + 0 s \| \| 7e \| Elisa Balsamo \| Italie \| Lidl-Trek \| + 0 s \| \| 8e \| Juliette Labous \| France \| FDJ-Suez \| + 0 s \| \| 9e \| Lotte Kopecky \| Belgique \| SD Worx-Protime \| + 0 s \| \| 10e \| Puck Pieterse \| Pays-Bas \| Fenix-Deceuninck \| + 0 s \| |                              |            |                            |                 |
| |                              |            |                            |                 |
| |                              |            |                            |                 |
| Classement général |                              |            |                            |                 |
| Coureuse | Coureuse                     | Pays       | Équipe                     | Temps           |
| 1re | Lorena Wiebes                | Pays-Bas   | SD Worx-Protime            | 3 h 43 min 32 s |
| 2e | Marianne Vos                 | Pays-Bas   | Team Visma \| Lease a Bike | + 0 s           |
| 3e | Noemi Rüegg                  | Suisse     | EF Education-Oatly         | + 0 s           |
| 4e | Demi Vollering               | Pays-Bas   | FDJ-Suez                   | + 0 s           |
| 5e | Kimberley Le Court de Billot | Maurice    | AG Insurance-Soudal Team   | + 0 s           |
| 6e | Chloé Dygert                 | États-Unis | Canyon//SRAM zondacrypto   | + 0 s           |
| 7e | Elisa Balsamo                | Italie     | Lidl-Trek                  | + 0 s           |
| 8e | Juliette Labous              | France     | FDJ-Suez                   | + 0 s           |
| 9e | Lotte Kopecky                | Belgique   | SD Worx-Protime            | + 0 s           |
| 10e | Puck Pieterse                | Pays-Bas   | Fenix-Deceuninck           | + 0 s           |

Pauline Ferrand-Prévot, initialement 4e, est finalement déclassée pour un sprint irrégulier, et finit donc 12e.

## Liste des participantes
| Légende | Légende                                                                    | Légende | Légende                                                    |
| ------- | -------------------------------------------------------------------------- | ------- | ---------------------------------------------------------- |
| Num     | Dossard de départ porté par le coureur sur ce Milan-San Remo               | Pos     | Position à l'arrivée de la course                          |
|         | Indique un maillot de champion national ou mondial, suivi de sa spécialité | NP      | Indique un coureur qui n'a pas pris le départ de la course |
| AB      | Indique un coureur qui n'a pas terminé la course                           | HD      | Indique un coureur qui a terminé la course hors des délais |

| SD Worx-Protime SDW | SD Worx-Protime SDW         | SD Worx-Protime SDW |
| ------------------- | --------------------------- | ------------------- |
| Num                 | Coureuse                    | Pos                 |
| 1                   | Lotte Kopecky (BEL) (route) | 9e                  |
| 2                   | Elena Cecchini (ITA)        | AB                  |
| 3                   | Femke Gerritse (NED)        | 57e                 |
| 4                   | Marta Lach (POL)            | 48e                 |
| 5                   | Blanka Vas (HUN) (route)    | 27e                 |
| 6                   | Lorena Wiebes (NED) (route) | 1re                 |

| AG Insurance-Soudal Team AGS | AG Insurance-Soudal Team AGS               | AG Insurance-Soudal Team AGS |
| ---------------------------- | ------------------------------------------ | ---------------------------- |
| Num                          | Coureuse                                   | Pos                          |
| 11                           | Urška Žigart (SLO) (route)                 | 49e                          |
| 12                           | Justine Ghekiere (BEL)                     | 47e                          |
| 13                           | Kimberley Le Court de Billot (MRI) (route) | 5e                           |
| 14                           | Alexandra Manly (AUS)                      | 77e                          |
| 15                           | Ashleigh Moolman (RSA)                     | 55e                          |
| 16                           | Gladys Verhulst (FRA)                      | 75e                          |

| Aromitalia 3T Vaiano VAI | Aromitalia 3T Vaiano VAI     | Aromitalia 3T Vaiano VAI |
| ------------------------ | ---------------------------- | ------------------------ |
| Num                      | Coureuse                     | Pos                      |
| 21                       | Valentina Zanzi (ITA)        | AB                       |
| 22                       | Serena Brillante Romeo (ITA) | 90e                      |
| 23                       | Eleonora La Bella (ITA)      | 70e                      |
| 24                       | Rasa Leleivytė (LTU)         | 94e                      |
| 25                       | Argyro Milaki (GRE) (route)  | 98e                      |
| 26                       | Hanna Tserakh (BLR)          | 59e                      |

| Bepink-Imatra-Bongioanni BPK | Bepink-Imatra-Bongioanni BPK | Bepink-Imatra-Bongioanni BPK |
| ---------------------------- | ---------------------------- | ---------------------------- |
| Num                          | Coureuse                     | Pos                          |
| 31                           | Andrea Casagranda (ITA)      | 81e                          |
| 32                           | Nora Jenčušová (SVK) (route) | 88e                          |
| 33                           | Linda Laporta (ITA)          | 111e                         |
| 34                           | Gaia Segato (ITA)            | 54e                          |
| 35                           | Meike Uiterwijk Winkel (NED) | 96e                          |
| 36                           | Elisa Valtulini (ITA)        | 62e                          |

| Canyon//SRAM zondacrypto CSZ | Canyon//SRAM zondacrypto CSZ   | Canyon//SRAM zondacrypto CSZ |
| ---------------------------- | ------------------------------ | ---------------------------- |
| Num                          | Coureuse                       | Pos                          |
| 41                           | Katarzyna Niewiadoma (POL)     | 15e                          |
| 42                           | Chiara Consonni (ITA)          | 116e                         |
| 43                           | Tiffany Cromwell (AUS)         | AB                           |
| 44                           | Chloé Dygert (USA)             | 6e                           |
| 45                           | Cecilie Uttrup Ludwig (DEN)    | 36e                          |
| 46                           | Agnieszka Skalniak-Sójka (POL) | 51e                          |

| Ceratizit Pro Cycling Team CTC | Ceratizit Pro Cycling Team CTC | Ceratizit Pro Cycling Team CTC |
| ------------------------------ | ------------------------------ | ------------------------------ |
| Num                            | Coureuse                       | Pos                            |
| 51                             | Sara Fiorin (ITA)              | 95e                            |
| 52                             | Elena Hartmann (SUI)           | 46e                            |
| 53                             | Daniek Hengeveld (NED)         | 24e                            |
| 54                             | Marta Jaskulska (POL)          | 66e                            |
| 55                             | Sarah Van Dam (CAN)            | 25e                            |
| 56                             | Petra Zsankó (HUN)             | NP                             |

| Cofidis COF | Cofidis COF            | Cofidis COF |
| ----------- | ---------------------- | ----------- |
| Num         | Coureuse               | Pos         |
| 62          | Victorie Guilman (FRA) | 76e         |
| 63          | Špela Kern (SLO)       | AB          |
| 64          | Clara Koppenburg (GER) | AB          |
| 65          | Nikola Nosková (CZE)   | 65e         |
| 66          | Nadia Quagliotto (ITA) | 64e         |

| EF Education-Oatly EFC | EF Education-Oatly EFC         | EF Education-Oatly EFC |
| ---------------------- | ------------------------------ | ---------------------- |
| Num                    | Coureuse                       | Pos                    |
| 71                     | Kristen Faulkner (USA) (route) | 50e                    |
| 72                     | Letizia Borghesi (ITA)         | 22e                    |
| 73                     | Kim Cadzow (NZL) (route)       | 113e                   |
| 74                     | Cédrine Kerbaol (FRA)          | 21e                    |
| 75                     | Noemi Rüegg (SUI) (route)      | 3e                     |
| 76                     | Magdeleine Vallieres (CAN)     | 20e                    |

| FDJ-Suez TFS | FDJ-Suez TFS                  | FDJ-Suez TFS |
| ------------ | ----------------------------- | ------------ |
| Num          | Coureuse                      | Pos          |
| 81           | Demi Vollering (NED)          | 4e           |
| 82           | Loes Adegeest (NED)           | 38e          |
| 83           | Vittoria Guazzini (ITA)       | 115e         |
| 84           | Juliette Labous (FRA) (route) | 8e           |
| 85           | Marie Le Net (FRA)            | 73e          |
| 86           | Alessia Vigilia (ITA)         | 110e         |

| Fenix-Deceuninck FDC | Fenix-Deceuninck FDC          | Fenix-Deceuninck FDC |
| -------------------- | ----------------------------- | -------------------- |
| Num                  | Coureuse                      | Pos                  |
| 91                   | Sara Casasola (ITA)           | 53e                  |
| 92                   | Yara Kastelijn (NED)          | 34e                  |
| 93                   | Puck Pieterse (NED)           | 10e                  |
| 94                   | Flora Perkins (GBR)           | 72e                  |
| 95                   | Christina Schweinberger (AUT) | 45e                  |
| 96                   | Marthe Truyen (BEL)           | 67e                  |

| Human Powered Health HPH | Human Powered Health HPH | Human Powered Health HPH |
| ------------------------ | ------------------------ | ------------------------ |
| Num                      | Coureuse                 | Pos                      |
| 101                      | Giada Borghesi (ITA)     | 114e                     |
| 102                      | Carlotta Cipressi (ITA)  | 92e                      |
| 103                      | Romy Kasper (GER)        | 107e                     |
| 104                      | Barbara Malcotti (ITA)   | 26e                      |
| 105                      | Mona Mitterwallner (AUT) | 60e                      |
| 106                      | Katia Ragusa (ITA)       | 83e                      |

| Isolmant-Premac-Vittoria SBT | Isolmant-Premac-Vittoria SBT | Isolmant-Premac-Vittoria SBT |
| ---------------------------- | ---------------------------- | ---------------------------- |
| Num                          | Coureuse                     | Pos                          |
| 111                          | Federica Piergiovanni (ITA)  | 80e                          |
| 112                          | Valeria Curnis (ITA)         | AB                           |
| 113                          | Sara Pepoli (ITA)            | AB                           |
| 114                          | Beatrice Rossato (ITA)       | 109e                         |
| 115                          | Gaia Tormena (ITA)           | AB                           |
| 116                          | Asia Zontone (ITA)           | AB                           |

| Laboral Kutxa-Fundación Euskadi LKF | Laboral Kutxa-Fundación Euskadi LKF | Laboral Kutxa-Fundación Euskadi LKF |
| ----------------------------------- | ----------------------------------- | ----------------------------------- |
| Num                                 | Coureuse                            | Pos                                 |
| 121                                 | Julia Biryukova (UKR)               | 85e                                 |
| 122                                 | Arianna Fidanza (ITA)               | 43e                                 |
| 123                                 | Usoa Ostolaza (ESP) (route)         | 39e                                 |
| 124                                 | Ane Santesteban (ESP)               | 35e                                 |
| 125                                 | Catalina Soto (CHI)                 | 103e                                |
| 126                                 | Laura Tomasi (ITA)                  | 99e                                 |

| Lidl-Trek LTK | Lidl-Trek LTK            | Lidl-Trek LTK |
| ------------- | ------------------------ | ------------- |
| Num           | Coureuse                 | Pos           |
| 131           | Elisa Balsamo (ITA)      | 7e            |
| 132           | Lucinda Brand (NED)      | 37e           |
| 133           | Lizzie Deignan (GBR)     | AB            |
| 134           | Niamh Fisher-Black (NZL) | 29e           |
| 135           | Amanda Spratt (AUS)      | 30e           |
| 136           | Shirin van Anrooij (NED) | 56e           |

| Liv AlUla Jayco LIV | Liv AlUla Jayco LIV         | Liv AlUla Jayco LIV |
| ------------------- | --------------------------- | ------------------- |
| Num                 | Coureuse                    | Pos                 |
| 141                 | Mavi García (ESP)           | 28e                 |
| 142                 | Letizia Paternoster (ITA)   | AB                  |
| 143                 | Ruby Roseman-Gannon (AUS)   | 74e                 |
| 144                 | Silke Smulders (NED)        | AB                  |
| 145                 | Quinty Ton (NED)            | 101e                |
| 146                 | Monica Trinca Colonel (ITA) | AB                  |

| Movistar Team MOV | Movistar Team MOV           | Movistar Team MOV |
| ----------------- | --------------------------- | ----------------- |
| Num               | Coureuse                    | Pos               |
| 151               | Liane Lippert (GER)         | 14e               |
| 152               | Olivia Baril (CAN) (route)  | AB                |
| 153               | Cat Ferguson (GBR)          | 18e               |
| 154               | Floortje Mackaij (NED)      | 86e               |
| 155               | Ana Vitória Magalhães (BRA) | 61e               |
| 156               | Sara Martín (ESP)           | 89e               |

| Roland CGS | Roland CGS               | Roland CGS |
| ---------- | ------------------------ | ---------- |
| Num        | Coureuse                 | Pos        |
| 161        | Tamara Dronova (RUS)     | 105e       |
| 162        | Mia Griffin (IRL)        | 102e       |
| 164        | Kaja Rysz (POL)          | 100e       |
| 165        | Sylvie Swinkels (NED)    | 84e        |
| 166        | Giorgia Vettorello (ITA) | AB         |

| Team Mendelspeck E-Work MDS | Team Mendelspeck E-Work MDS | Team Mendelspeck E-Work MDS |
| --------------------------- | --------------------------- | --------------------------- |
| Num                         | Coureuse                    | Pos                         |
| 171                         | Emma Bernardi (ITA)         | AB                          |
| 172                         | Michela De Grandis (ITA)    | 93e                         |
| 173                         | Prisca Savi (ITA)           | 106e                        |
| 174                         | Sara Pellegrini (ITA)       | AB                          |
| 175                         | Giorgia Tagliavini (ITA)    | AB                          |
| 176                         | Ilaria Prevedello (ITA)     | AB                          |

| Team Picnic PostNL TPP | Team Picnic PostNL TPP        | Team Picnic PostNL TPP |
| ---------------------- | ----------------------------- | ---------------------- |
| Num                    | Coureuse                      | Pos                    |
| 181                    | Marta Cavalli (ITA)           | 13e                    |
| 182                    | Francesca Barale (ITA)        | 82e                    |
| 183                    | Pfeiffer Georgi (GBR) (route) | 16e                    |
| 184                    | Megan Jastrab (USA)           | 78e                    |
| 185                    | Franziska Koch (GER) (route)  | 41e                    |
| 186                    | Nienke Vinke (NED)            | 52e                    |

| Team Visma \| Lease a Bike TVL | Team Visma \| Lease a Bike TVL | Team Visma \| Lease a Bike TVL |
| ------------------------------ | ------------------------------ | ------------------------------ |
| Num                            | Coureuse                       | Pos                            |
| 191                            | Marianne Vos (NED)             | 2e                             |
| 192                            | Viktória Chladoňová (SVK)      | 40e                            |
| 193                            | Femke de Vries (NED)           | 97e                            |
| 194                            | Pauline Ferrand-Prévot (FRA)   | 12e                            |
| 195                            | Eva van Agt (NED)              | 112e                           |
| 196                            | Imogen Wolff (GBR)             | 33e                            |

| Top Girls Fassa Bortolo TOP | Top Girls Fassa Bortolo TOP | Top Girls Fassa Bortolo TOP |
| --------------------------- | --------------------------- | --------------------------- |
| Num                         | Coureuse                    | Pos                         |
| 201                         | Virginia Bortoli (ITA)      | AB                          |
| 202                         | Monica Castagna (ITA)       | 68e                         |
| 203                         | Elisa De Vallier (ITA)      | AB                          |
| 204                         | Marta Pavesi (ITA)          | 87e                         |
| 205                         | Chiara Reghini (ITA)        | 104e                        |
| 206                         | Irma Siri (ITA)             | AB                          |

| UAE Team ADQ UAD | UAE Team ADQ UAD                   | UAE Team ADQ UAD |
| ---------------- | ---------------------------------- | ---------------- |
| Num              | Coureuse                           | Pos              |
| 211              | Elisa Longo Borghini (ITA) (route) | 11e              |
| 212              | Alena Amialiusik (BLR)             | 63e              |
| 213              | Eleonora Gasparrini (ITA)          | AB               |
| 214              | Erica Magnaldi (ITA)               | 44e              |
| 215              | Maëva Squiban (FRA)                | 108e             |
| 216              | Dominika Włodarczyk (POL) (route)  | 17e              |

| Uno-X Mobility UXM | Uno-X Mobility UXM                  | Uno-X Mobility UXM |
| ------------------ | ----------------------------------- | ------------------ |
| Num                | Coureuse                            | Pos                |
| 221                | Maria Giulia Confalonieri (ITA)     | 69e                |
| 222                | Katrine Aalerud (NOR)               | 23e                |
| 223                | Elinor Barker (GBR)                 | 71e                |
| 224                | Simone Boilard (CAN)                | 79e                |
| 225                | Ingvild Gåskjenn (NOR)              | 58e                |
| 226                | Mie Bjørndal Ottestad (NOR) (route) | AB                 |

| VolkerWessels VWT | VolkerWessels VWT           | VolkerWessels VWT |
| ----------------- | --------------------------- | ----------------- |
| Num               | Coureuse                    | Pos               |
| 231               | Valerie Demey (BEL)         | AB                |
| 232               | Anneke Dijkstra (NED)       | 32e               |
| 233               | Eline Jansen (NED)          | 31e               |
| 234               | Anne Knijnenburg (NED)      | 91e               |
| 235               | Maud Rijnbeek (NED)         | 42e               |
| 236               | Margot Vanpachtenbeke (BEL) | 19e               |

| SD Worx-Protime SDW | SD Worx-Protime SDW         | SD Worx-Protime SDW |
| ------------------- | --------------------------- | ------------------- |
| Num                 | Coureuse                    | Pos                 |
| 1                   | Lotte Kopecky (BEL) (route) | 9e                  |
| 2                   | Elena Cecchini (ITA)        | AB                  |
| 3                   | Femke Gerritse (NED)        | 57e                 |
| 4                   | Marta Lach (POL)            | 48e                 |
| 5                   | Blanka Vas (HUN) (route)    | 27e                 |
| 6                   | Lorena Wiebes (NED) (route) | 1re                 |

| AG Insurance-Soudal Team AGS | AG Insurance-Soudal Team AGS               | AG Insurance-Soudal Team AGS |
| ---------------------------- | ------------------------------------------ | ---------------------------- |
| Num                          | Coureuse                                   | Pos                          |
| 11                           | Urška Žigart (SLO) (route)                 | 49e                          |
| 12                           | Justine Ghekiere (BEL)                     | 47e                          |
| 13                           | Kimberley Le Court de Billot (MRI) (route) | 5e                           |
| 14                           | Alexandra Manly (AUS)                      | 77e                          |
| 15                           | Ashleigh Moolman (RSA)                     | 55e                          |
| 16                           | Gladys Verhulst (FRA)                      | 75e                          |

| Aromitalia 3T Vaiano VAI | Aromitalia 3T Vaiano VAI     | Aromitalia 3T Vaiano VAI |
| ------------------------ | ---------------------------- | ------------------------ |
| Num                      | Coureuse                     | Pos                      |
| 21                       | Valentina Zanzi (ITA)        | AB                       |
| 22                       | Serena Brillante Romeo (ITA) | 90e                      |
| 23                       | Eleonora La Bella (ITA)      | 70e                      |
| 24                       | Rasa Leleivytė (LTU)         | 94e                      |
| 25                       | Argyro Milaki (GRE) (route)  | 98e                      |
| 26                       | Hanna Tserakh (BLR)          | 59e                      |

| Bepink-Imatra-Bongioanni BPK | Bepink-Imatra-Bongioanni BPK | Bepink-Imatra-Bongioanni BPK |
| ---------------------------- | ---------------------------- | ---------------------------- |
| Num                          | Coureuse                     | Pos                          |
| 31                           | Andrea Casagranda (ITA)      | 81e                          |
| 32                           | Nora Jenčušová (SVK) (route) | 88e                          |
| 33                           | Linda Laporta (ITA)          | 111e                         |
| 34                           | Gaia Segato (ITA)            | 54e                          |
| 35                           | Meike Uiterwijk Winkel (NED) | 96e                          |
| 36                           | Elisa Valtulini (ITA)        | 62e                          |

| Canyon//SRAM zondacrypto CSZ | Canyon//SRAM zondacrypto CSZ   | Canyon//SRAM zondacrypto CSZ |
| ---------------------------- | ------------------------------ | ---------------------------- |
| Num                          | Coureuse                       | Pos                          |
| 41                           | Katarzyna Niewiadoma (POL)     | 15e                          |
| 42                           | Chiara Consonni (ITA)          | 116e                         |
| 43                           | Tiffany Cromwell (AUS)         | AB                           |
| 44                           | Chloé Dygert (USA)             | 6e                           |
| 45                           | Cecilie Uttrup Ludwig (DEN)    | 36e                          |
| 46                           | Agnieszka Skalniak-Sójka (POL) | 51e                          |

| Ceratizit Pro Cycling Team CTC | Ceratizit Pro Cycling Team CTC | Ceratizit Pro Cycling Team CTC |
| ------------------------------ | ------------------------------ | ------------------------------ |
| Num                            | Coureuse                       | Pos                            |
| 51                             | Sara Fiorin (ITA)              | 95e                            |
| 52                             | Elena Hartmann (SUI)           | 46e                            |
| 53                             | Daniek Hengeveld (NED)         | 24e                            |
| 54                             | Marta Jaskulska (POL)          | 66e                            |
| 55                             | Sarah Van Dam (CAN)            | 25e                            |
| 56                             | Petra Zsankó (HUN)             | NP                             |

| Cofidis COF | Cofidis COF            | Cofidis COF |
| ----------- | ---------------------- | ----------- |
| Num         | Coureuse               | Pos         |
| 62          | Victorie Guilman (FRA) | 76e         |
| 63          | Špela Kern (SLO)       | AB          |
| 64          | Clara Koppenburg (GER) | AB          |
| 65          | Nikola Nosková (CZE)   | 65e         |
| 66          | Nadia Quagliotto (ITA) | 64e         |

| EF Education-Oatly EFC | EF Education-Oatly EFC         | EF Education-Oatly EFC |
| ---------------------- | ------------------------------ | ---------------------- |
| Num                    | Coureuse                       | Pos                    |
| 71                     | Kristen Faulkner (USA) (route) | 50e                    |
| 72                     | Letizia Borghesi (ITA)         | 22e                    |
| 73                     | Kim Cadzow (NZL) (route)       | 113e                   |
| 74                     | Cédrine Kerbaol (FRA)          | 21e                    |
| 75                     | Noemi Rüegg (SUI) (route)      | 3e                     |
| 76                     | Magdeleine Vallieres (CAN)     | 20e                    |

| FDJ-Suez TFS | FDJ-Suez TFS                  | FDJ-Suez TFS |
| ------------ | ----------------------------- | ------------ |
| Num          | Coureuse                      | Pos          |
| 81           | Demi Vollering (NED)          | 4e           |
| 82           | Loes Adegeest (NED)           | 38e          |
| 83           | Vittoria Guazzini (ITA)       | 115e         |
| 84           | Juliette Labous (FRA) (route) | 8e           |
| 85           | Marie Le Net (FRA)            | 73e          |
| 86           | Alessia Vigilia (ITA)         | 110e         |

| Fenix-Deceuninck FDC | Fenix-Deceuninck FDC          | Fenix-Deceuninck FDC |
| -------------------- | ----------------------------- | -------------------- |
| Num                  | Coureuse                      | Pos                  |
| 91                   | Sara Casasola (ITA)           | 53e                  |
| 92                   | Yara Kastelijn (NED)          | 34e                  |
| 93                   | Puck Pieterse (NED)           | 10e                  |
| 94                   | Flora Perkins (GBR)           | 72e                  |
| 95                   | Christina Schweinberger (AUT) | 45e                  |
| 96                   | Marthe Truyen (BEL)           | 67e                  |

| Human Powered Health HPH | Human Powered Health HPH | Human Powered Health HPH |
| ------------------------ | ------------------------ | ------------------------ |
| Num                      | Coureuse                 | Pos                      |
| 101                      | Giada Borghesi (ITA)     | 114e                     |
| 102                      | Carlotta Cipressi (ITA)  | 92e                      |
| 103                      | Romy Kasper (GER)        | 107e                     |
| 104                      | Barbara Malcotti (ITA)   | 26e                      |
| 105                      | Mona Mitterwallner (AUT) | 60e                      |
| 106                      | Katia Ragusa (ITA)       | 83e                      |

| Isolmant-Premac-Vittoria SBT | Isolmant-Premac-Vittoria SBT | Isolmant-Premac-Vittoria SBT |
| ---------------------------- | ---------------------------- | ---------------------------- |
| Num                          | Coureuse                     | Pos                          |
| 111                          | Federica Piergiovanni (ITA)  | 80e                          |
| 112                          | Valeria Curnis (ITA)         | AB                           |
| 113                          | Sara Pepoli (ITA)            | AB                           |
| 114                          | Beatrice Rossato (ITA)       | 109e                         |
| 115                          | Gaia Tormena (ITA)           | AB                           |
| 116                          | Asia Zontone (ITA)           | AB                           |

| Laboral Kutxa-Fundación Euskadi LKF | Laboral Kutxa-Fundación Euskadi LKF | Laboral Kutxa-Fundación Euskadi LKF |
| ----------------------------------- | ----------------------------------- | ----------------------------------- |
| Num                                 | Coureuse                            | Pos                                 |
| 121                                 | Julia Biryukova (UKR)               | 85e                                 |
| 122                                 | Arianna Fidanza (ITA)               | 43e                                 |
| 123                                 | Usoa Ostolaza (ESP) (route)         | 39e                                 |
| 124                                 | Ane Santesteban (ESP)               | 35e                                 |
| 125                                 | Catalina Soto (CHI)                 | 103e                                |
| 126                                 | Laura Tomasi (ITA)                  | 99e                                 |

| Lidl-Trek LTK | Lidl-Trek LTK            | Lidl-Trek LTK |
| ------------- | ------------------------ | ------------- |
| Num           | Coureuse                 | Pos           |
| 131           | Elisa Balsamo (ITA)      | 7e            |
| 132           | Lucinda Brand (NED)      | 37e           |
| 133           | Lizzie Deignan (GBR)     | AB            |
| 134           | Niamh Fisher-Black (NZL) | 29e           |
| 135           | Amanda Spratt (AUS)      | 30e           |
| 136           | Shirin van Anrooij (NED) | 56e           |

| Liv AlUla Jayco LIV | Liv AlUla Jayco LIV         | Liv AlUla Jayco LIV |
| ------------------- | --------------------------- | ------------------- |
| Num                 | Coureuse                    | Pos                 |
| 141                 | Mavi García (ESP)           | 28e                 |
| 142                 | Letizia Paternoster (ITA)   | AB                  |
| 143                 | Ruby Roseman-Gannon (AUS)   | 74e                 |
| 144                 | Silke Smulders (NED)        | AB                  |
| 145                 | Quinty Ton (NED)            | 101e                |
| 146                 | Monica Trinca Colonel (ITA) | AB                  |

| Movistar Team MOV | Movistar Team MOV           | Movistar Team MOV |
| ----------------- | --------------------------- | ----------------- |
| Num               | Coureuse                    | Pos               |
| 151               | Liane Lippert (GER)         | 14e               |
| 152               | Olivia Baril (CAN) (route)  | AB                |
| 153               | Cat Ferguson (GBR)          | 18e               |
| 154               | Floortje Mackaij (NED)      | 86e               |
| 155               | Ana Vitória Magalhães (BRA) | 61e               |
| 156               | Sara Martín (ESP)           | 89e               |

| Roland CGS | Roland CGS               | Roland CGS |
| ---------- | ------------------------ | ---------- |
| Num        | Coureuse                 | Pos        |
| 161        | Tamara Dronova (RUS)     | 105e       |
| 162        | Mia Griffin (IRL)        | 102e       |
| 164        | Kaja Rysz (POL)          | 100e       |
| 165        | Sylvie Swinkels (NED)    | 84e        |
| 166        | Giorgia Vettorello (ITA) | AB         |

| Team Mendelspeck E-Work MDS | Team Mendelspeck E-Work MDS | Team Mendelspeck E-Work MDS |
| --------------------------- | --------------------------- | --------------------------- |
| Num                         | Coureuse                    | Pos                         |
| 171                         | Emma Bernardi (ITA)         | AB                          |
| 172                         | Michela De Grandis (ITA)    | 93e                         |
| 173                         | Prisca Savi (ITA)           | 106e                        |
| 174                         | Sara Pellegrini (ITA)       | AB                          |
| 175                         | Giorgia Tagliavini (ITA)    | AB                          |
| 176                         | Ilaria Prevedello (ITA)     | AB                          |

| Team Picnic PostNL TPP | Team Picnic PostNL TPP        | Team Picnic PostNL TPP |
| ---------------------- | ----------------------------- | ---------------------- |
| Num                    | Coureuse                      | Pos                    |
| 181                    | Marta Cavalli (ITA)           | 13e                    |
| 182                    | Francesca Barale (ITA)        | 82e                    |
| 183                    | Pfeiffer Georgi (GBR) (route) | 16e                    |
| 184                    | Megan Jastrab (USA)           | 78e                    |
| 185                    | Franziska Koch (GER) (route)  | 41e                    |
| 186                    | Nienke Vinke (NED)            | 52e                    |

| Team Visma \| Lease a Bike TVL | Team Visma \| Lease a Bike TVL | Team Visma \| Lease a Bike TVL |
| ------------------------------ | ------------------------------ | ------------------------------ |
| Num                            | Coureuse                       | Pos                            |
| 191                            | Marianne Vos (NED)             | 2e                             |
| 192                            | Viktória Chladoňová (SVK)      | 40e                            |
| 193                            | Femke de Vries (NED)           | 97e                            |
| 194                            | Pauline Ferrand-Prévot (FRA)   | 12e                            |
| 195                            | Eva van Agt (NED)              | 112e                           |
| 196                            | Imogen Wolff (GBR)             | 33e                            |

| Top Girls Fassa Bortolo TOP | Top Girls Fassa Bortolo TOP | Top Girls Fassa Bortolo TOP |
| --------------------------- | --------------------------- | --------------------------- |
| Num                         | Coureuse                    | Pos                         |
| 201                         | Virginia Bortoli (ITA)      | AB                          |
| 202                         | Monica Castagna (ITA)       | 68e                         |
| 203                         | Elisa De Vallier (ITA)      | AB                          |
| 204                         | Marta Pavesi (ITA)          | 87e                         |
| 205                         | Chiara Reghini (ITA)        | 104e                        |
| 206                         | Irma Siri (ITA)             | AB                          |

| UAE Team ADQ UAD | UAE Team ADQ UAD                   | UAE Team ADQ UAD |
| ---------------- | ---------------------------------- | ---------------- |
| Num              | Coureuse                           | Pos              |
| 211              | Elisa Longo Borghini (ITA) (route) | 11e              |
| 212              | Alena Amialiusik (BLR)             | 63e              |
| 213              | Eleonora Gasparrini (ITA)          | AB               |
| 214              | Erica Magnaldi (ITA)               | 44e              |
| 215              | Maëva Squiban (FRA)                | 108e             |
| 216              | Dominika Włodarczyk (POL) (route)  | 17e              |

| Uno-X Mobility UXM | Uno-X Mobility UXM                  | Uno-X Mobility UXM |
| ------------------ | ----------------------------------- | ------------------ |
| Num                | Coureuse                            | Pos                |
| 221                | Maria Giulia Confalonieri (ITA)     | 69e                |
| 222                | Katrine Aalerud (NOR)               | 23e                |
| 223                | Elinor Barker (GBR)                 | 71e                |
| 224                | Simone Boilard (CAN)                | 79e                |
| 225                | Ingvild Gåskjenn (NOR)              | 58e                |
| 226                | Mie Bjørndal Ottestad (NOR) (route) | AB                 |

| VolkerWessels VWT | VolkerWessels VWT           | VolkerWessels VWT |
| ----------------- | --------------------------- | ----------------- |
| Num               | Coureuse                    | Pos               |
| 231               | Valerie Demey (BEL)         | AB                |
| 232               | Anneke Dijkstra (NED)       | 32e               |
| 233               | Eline Jansen (NED)          | 31e               |
| 234               | Anne Knijnenburg (NED)      | 91e               |
| 235               | Maud Rijnbeek (NED)         | 42e               |
| 236               | Margot Vanpachtenbeke (BEL) | 19e               |